# Oxid manganičitý
Oxid manganičitý (chemický vzorec MnO2) je jedním z oxidů manganu. V přírodě se vyskytuje jako načernalý nebo hnědý minerál pyroluzit (starším českým názvem burel). Čistý oxid manganičitý je černá práškovitá látka s výraznými redoxními schopnostmi, nerozpustná ve vodě ani v kyselině dusičné. Je však dobře rozpustná v kyselině chlorovodíkové za studena a za horka i v kyselině sírové a hydroxidu draselném.

## Fyzikálně-chemické vlastnosti
Oxid manganičitý se při teplotě 535 °C rozkládá za vzniku oxidu manganitého Mn2O3 a kyslíku. Při teplotách blízkých 1 000 °C pokračuje rozklad na podvojnou sloučeninu se vzorcem Mn3O4 (oxid manganato-manganitý). Při ještě vyšších teplotách pokračuje rozklad až na oxid manganatý MnO.
{\displaystyle {\mathsf {4\,MnO_{2}\ {\xrightarrow {t}}\ 2\,Mn_{2}O_{3}+O_{2}}}}
{\displaystyle {\mathsf {6\,Mn_{2}O_{3}\ {\xrightarrow {t}}\ 4\,Mn_{3}O_{4}+O_{2}}}}
{\displaystyle {\mathsf {2\,Mn_{3}O_{4}\ {\xrightarrow {t}}\ 6\,MnO+O_{2}}}}
Oxid manganičitý má silné redukční i oxidační schopnosti. Působením kyseliny chlorovodíkové dochází k jeho redukci za vzniku chloridu manganatého a uvolňuje se chlór (této reakce využil i Carl Wilhelm Scheele k první izolaci chlóru roku 1774):
{\displaystyle {\mathsf {MnO_{2}+4\,HCl\ \to \ MnCl_{2}+Cl_{2}+2\,H_{2}O}}}
Při působení horké kyseliny sírové na oxid manganičitý dochází dokonce k uvolnění kyslíku:
{\displaystyle {\mathsf {2\,MnO_{2}+2\,H_{2}SO_{4}\ \to \ 2\,MnSO_{4}+O_{2}+2\,H_{2}O}}}
Zahřátím směsi hydroxidu draselného, oxidu manganičitého a za probublávání vzduchem dochází k oxidaci na manganan draselný, který dále samovolně přechází na manganistan draselný (díky oxidu uhličitému obsaženém ve vzduchu) a vzniklý oxid manganičitý dále reaguje opět za vzniku mangananu:
{\displaystyle {\mathsf {2\,MnO_{2}+4\,KOH+O_{2}\ \to \ 2\,K_{2}MnO_{4}+2\,H_{2}O}}}
{\displaystyle {\mathsf {3\,K_{2}MnO_{4}+2\,CO_{2}\ \to \ 2\,KMnO_{4}+2\,K_{2}CO_{3}+MnO_{2}}}}

## Využití
Redukční schopnosti se dnes využívají nejvíce při výrobě manganistanu draselného KMnO4. Oxidační schopnosti se využívaly dříve při výrobě chlóru, horká kyselina chlorovodíková se lila na pyroluzit a uvolňoval se chlór.
Používá se mimo jiné v alkalických bateriích a zinko-uhlíkových článcích ve směsi s uhlíkem jako depolarizační činidlo, aby tak zabránil probíjení baterie naprázdno. .
Využívá se dále ke katalyzovanému rozkladu peroxidu vodíku v laboratořích na vývoj kyslíku:
{\displaystyle {\mathsf {2H_{2}O_{2}\ \to \ 2H_{2}O+O_{2}}}}
V organické syntéze se využívá k oxidaci allylických alkoholů na příslušné aldehydy nebo ketony.
{\displaystyle {\mathsf {cis{\text{-}}RCH{=}CHCH_{2}OH+MnO_{2}\ \to \ cis{\text{-}}RCH{=}CHCHO+MnO+H_{2}O}}}